# Vápeník
Vápeník es un municipio del distrito de Svidník en la región de Prešov, Eslovaquia, con una población estimada a final del año 2024 de 37 habitantes.
Se encuentra ubicado en el centro-norte de la región, cerca del río Ondava (cuenca hidrográfica del río Tisza) y de la frontera con  Polonia.

## Demografía
| Año        | 1994 | 2004     | 2014     | 2024    |
| ---------- | ---- | -------- | -------- | ------- |
| Población  | 62   | 47       | 41       | 37      |
| Diferencia |      | −24,19 % | −12,76 % | −9,75 % |

| Año        | 2023 | 2024 |
| ---------- | ---- | ---- |
| Población  | 37   | 37   |
| Diferencia |      | +0 % |